# ساؤول نيغيز
ساؤول نيغيز إسكلابيز (بالإسبانية: Saúl Ñíguez Esclápez؛ مواليد 21 نوفمبر 1994) لاعب كرة قدم إسباني يلعب في لاعب الوسط المدافع مع أتلتيكو مدريد ويلعب أيضًا مع المنتخب الإسباني.
مرَّ ساؤول بجميع فئات العمرية لأكادمية نادي أتلتيكو مدريد، ولعب أكثر من 290 مباراة رسمية مع الفريق الأول.
مثلَّ ساؤول إسبانيا في مختلف الفئات العمرية وساعد منتخب إسبانيا تحت 21 سنة في تحقيق الوصافة في بطولة أوروبا تحت 21 سنة 2017، البطولة التي كان هدّافها. وانتُقِي للمشاركة مع الفريق الأول في كأس العالم 2018.

## المسيرة الاحترافية

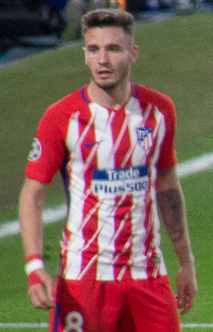
ساؤول وهو يلعب لأتلتيكو مدريد في 2017

ولد ساؤول في إلتشه، أليكانتي، منطقة بلنسية وانتقل إلى مدريد عام 2008 وهو بعمر الثالثة عشر بعد أن انضم إلى فريق ناشئي ريال مدريد.
في صيف 2011، انضم ساؤول إلى فريق أتلتيكو مدريد الأساسي لتدريبات ما قبل الموسم. في العاشر من يوليو، سجل هدفين في مباراة ودية ضد نادي أركانغيل انتهت بنتيجة 19–1.
في 8 مارس 2012 وهو بعمر 17 عامًا و108 أيام، لعب ساؤول أول مباراة له مع فريق أتلتيكو مدريد الأول وذلك مباراة في الدوري الأوروبي ضد بشكتاش. ظهوره الثاني مع النادي جاء أيضًا في الدوري الأوروبي وهذه المرة في مباراة ضد هبوعيل تل أبيب. بعد ذلك بثلاثة أيام، سجل ساؤول كلا هدفي أتلتيكو مدريد ب ضد ريال مدريد ج في مباراة انتهت بنتيجة 2–1 لصالح الأتلتي.
لعب ساؤول أول مباراة له في الدوري الإسباني يوم 21 أبريل 2013 حيث دخل قبل دقيقتين من نهاية المباراة كبديل لزميله كوكي في مباراة انتهت بقوز أتلتيكو بهدف نظيف على إشبيلية.
يوم 21 يوليو 2013، وقع ساؤول مع رايو فايكانو على عقد انتقل بموجبه إلى النادي لمدة موسم واحد على سبيل الإعارة. بعد عودته شارك في كلتا مباراتي كأس السوبر الإسباني 2014 الذي تغلب فيه الأتلتي على ريال مدريد.
في ديربي مدريدي يوم 7 فبراير 2015، دخل ساؤول كبديل لزميله المصاب كوكي بعد 10 دقائق من بداية المباراة، وسجل هدف فريقه الثاني بعد دقائق قليلة من دخوله وذلك من خلال مقصية متقنة، وانتهت المباراة بفوز الأتلتي بنتيجة 4–0. وابتداءً من موسم 2015–16، بعد رحيل ماريو سواريز وإصابة تياغو مينديز، أصبح ساؤول عنصرًا أساسيًا في فريق دييغو سيميوني.
في 27 أبريل 2016، لعب ساؤول 85 دقيقة في ذهاب نصف نهائي دوري أبطال أوروبا ضد بايرن ميونخ، وسجل هدف المباراة الوحيد من مجهود فردي. بدأ ساؤول أساسيًّا في النهائي ولعب 120 دقيقة وسجل في ركلات الجزاء الترجيحية التي حسمت المباراة والتي خسر فيها أتلتيكو بنتيجة 5–3.
يوم 13 سبتمبر 2016، سجل ساؤول الهدف الوحيد في أولى مباريات الأتليتي في دوري الأبطال على أرض بي إس في آيندهوفن. في 18 أبريل 2017، وفي ذات المسابقة، سجل ساؤول من رأسية ضد ليستر سيتي على أرض الأخير مساعدًا فريقه في التأهل إلى نصف النهائي (نتيجة إجمالية: أتلتيكو 2 –ليستر 1).

## الإحصائيات
آخر تحديث 3 أكتوبر 2020.
| النادي               | الموسم        | الدوري                            | الدوري    | الدوري  | الكأس     | الكأس   | أوروبا    | أوروبا  | آخر       | آخر     | المجموع   | المجموع |
| النادي               | الموسم        | الدرجة                            | المباريات | الأهداف | المباريات | الأهداف | المباريات | الأهداف | المباريات | الأهداف | المباريات | الأهداف |
| -------------------- | ------------- | --------------------------------- | --------- | ------- | --------- | ------- | --------- | ------- | --------- | ------- | --------- | ------- |
| أتلتيكو مدريد ب      | 2010–11       | الدوري الإسباني الدرجة الثانية بي | 22        | 1       | —         | —       | —         | —       | —         | —       | 22        | 1       |
| أتلتيكو مدريد ب      | 2011–12       | الدوري الإسباني الدرجة الثانية بي | 22        | 1       | —         | —       | —         | —       | —         | —       | 22        | 1       |
| أتلتيكو مدريد ب      | 2012–13       | الدوري الإسباني الدرجة الثانية بي | 26        | 6       | —         | —       | —         | —       | —         | —       | 26        | 6       |
| أتلتيكو مدريد ب      | Total         | Total                             | 70        | 8       | —         | —       | —         | —       | —         | —       | 70        | 8       |
| أتلتيكو مدريد        | 2011–12       | الدوري الإسباني                   | 0         | 0       | 0         | 0       | 1         | 0       | —         | —       | 1         | 0       |
| أتلتيكو مدريد        | 2012–13       | الدوري الإسباني                   | 2         | 0       | 2         | 0       | 7         | 0       | 0         | 0       | 11        | 0       |
| أتلتيكو مدريد        | 2014–15       | الدوري الإسباني                   | 24        | 4       | 4         | 0       | 5         | 0       | 2         | 0       | 35        | 4       |
| أتلتيكو مدريد        | 2015–16       | الدوري الإسباني                   | 31        | 4       | 4         | 2       | 13        | 3       | —         | —       | 48        | 9       |
| أتلتيكو مدريد        | 2016–17       | الدوري الإسباني                   | 33        | 4       | 8         | 1       | 12        | 4       | —         | —       | 53        | 9       |
| أتلتيكو مدريد        | 2017–18       | الدوري الإسباني                   | 36        | 2       | 5         | 0       | 15        | 4       | —         | —       | 56        | 6       |
| أتلتيكو مدريد        | 2018–19       | الدوري الإسباني                   | 33        | 4       | 3         | 0       | 8         | 1       | 1         | 1       | 45        | 6       |
| أتلتيكو مدريد        | 2019–20       | الدوري الإسباني                   | 35        | 6       | 1         | 0       | 9         | 1       | 2         | 0       | 47        | 7       |
| أتلتيكو مدريد        | 2020–21       | الدوري الإسباني                   | 3         | 0       | 0         | 0       | 0         | 0       | —         | —       | 3         | 0       |
| أتلتيكو مدريد        | المجموع       | المجموع                           | 197       | 24      | 27        | 3       | 70        | 13      | 5         | 1       | 299       | 41      |
| رايو فايكانو (إعارة) | 2013–14       | الدوري الإسباني                   | 34        | 2       | 3         | 0       | —         | —       | —         | —       | 37        | 2       |
| مجموع المسيرة        | مجموع المسيرة | مجموع المسيرة                     | 301       | 34      | 30        | 3       | 70        | 12      | 5         | 1       | 406       | 51      |

## الألقاب

### مع الأندية
أتلتيكو مدريد
- الدوري الإسباني (1): 2020–21
- كأس ملك إسبانيا (1): 2012–13
- كأس السوبر الإسباني (1): 2014
- الدوري الأوروبي (2): 2011–12، 2017–18
- كأس السوبر الأوروبي (1): 2018
- دوري أبطال أوروبا: وصيف 2015–16

تشيلسي
- كأس العالم للأندية (1): 2021[13]

### مع المنتخب
إسبانيا تحت 17
- بطولة أمم أوروبا تحت 17 سنة: وصيف 2010

إسبانيا تحت 19
- بطولة أمم أوروبا تحت 19 سنة (1): 2012

إسبانيا تحت 21
- بطولة أمم أوروبا تحت 21 سنة: وصيف 2017

## وصلات خارجية
- ساؤول نيغيز على موقع الاتحاد الدولي (مؤرشف)  (الإنجليزية)
- ساؤول نيغيز على موقع الاتحاد الأوربي (الإنجليزية)
- ساؤول نيغيز على موقع قاعدة بيانات كرة القدم.إي يو (الإنجليزية)
- ساؤول نيغيز على موقع ليكيب (الفرنسية)
- ساؤول نيغيز على موقع ناشيونال فوتبول تيمز (الإنجليزية)
- ساؤول نيغيز على موقع Soccerbase.com (لاعب) (الإنجليزية)
- ساؤول نيغيز على موقع Soccerway.com (الإنجليزية)
- ساؤول نيغيز على موقع عالم كرة القدم.نت (الإنجليزية)
- ساؤول نيغيز على موقع AS.com (الإسبانية)
- ساؤول نيغويز على موقع بي دي فوتبول
- ساؤول نيغويز على موقع فوتبلوم